# Heinrich Clavey
Heinrich Clavey (* 4. März 1918 in Hessisch-Oldendorf, Kreis Grafschaft Schaumburg; † 8. September 2000) war ein deutscher Beamter und Politiker (SPD).
Nach dem Besuch der Volksschule in Hessisch-Oldendorf wechselte Clavey auf die Mittelschule in Hameln, die er mit der Mittleren Reife abschloss.  Zwischen 1934 und 1937 machte er eine kaufmännische Lehre bei der Schuhfabrik Rinne in Hessisch-Oldendorf. Im November 1937 bis 1945 war Clavey im Kriegsdienst als Soldat bei der Luftwaffe. Nach Ende des Zweiten Weltkrieges geriet er in englische Kriegsgefangenschaft. Nach seiner Entlassung aus der Kriegsgefangenschaft wurde er 1946 als Angestellter bei der Kreisverwaltung in Rinteln beschäftigt. Hier war er seit Mai 1948 als Kreisjugendpfleger tätig. Im Juni 1958 wurde er unter Berufung in das Beamtenverhältnis aufgenommen und zum Kreisinspektor ernannt. Im März 1962 wurde er zum Kreisoberinspektor befördert. Im Jahr 1970 wurde er Sachbearbeiter beim Beamtenheimstättenwerk in Hameln.
Clavey war Mitglied des Niedersächsischen Landtages in der sechsten Wahlperiode zwischen dem 6. Juni 1967 und dem 20. Juni 1970 sowie erneut in der achten Wahlperiode vom 21. Juni 1974 bis 20. Juni 1978.

## Ehrungen
- 1990: Verdienstkreuz 1. Klasse der Bundesrepublik Deutschland

## Quelle
- Barbara Simon: Abgeordnete in Niedersachsen 1946–1994. Biographisches Handbuch. Hrsg. vom Präsidenten des Niedersächsischen Landtages. Niedersächsischer Landtag, Hannover 1996, S. 65.

| Personendaten    | Personendaten                                   |
| ---------------- | ----------------------------------------------- |
| NAME             | Clavey, Heinrich                                |
| KURZBESCHREIBUNG | deutscher Politiker (SPD), MdL                  |
| GEBURTSDATUM     | 4. März 1918                                    |
| GEBURTSORT       | Hessisch-Oldendorf, Kreis Grafschaft Schaumburg |
| STERBEDATUM      | 8. September 2000                               |